# Português guineense
O português guineense ou português bissau-guineense é a variante da língua portuguesa falada e escrita na Guiné-Bissau.
Segundo estatísticas de 1983, 44% da população da Guiné-Bissau falava crioulos de base portuguesa, 11% falava o português e o restante, inúmeras línguas africanas. As estimativas de 2019 apontavam ao menos 15% dos bissau-guineenses falavam português, demograficamente concentrados na Região Metropolitana de Bissau.

## Situação da língua portuguesa na Guiné-Bissau
A presença do português na Guiné-Bissau é pouco expressiva, verificada pela pequena porcentagem de população bissau-guineense que tem o português como a língua materna e, também, por menos de 15% ter um domínio aceitável da língua portuguesa. O espaço geográfico do país em que a lusofonia prevalece corresponde à Região Metropolitana de Bissau.
Esta situação tem se agravado na Guiné-Bissau, por vários motivos tais como: ser rodeado por países francófonos; existir uma grande comunidade imigrante vinda do Senegal e da Guiné (países de língua oficial francesa); e, a abertura à integração sub-regional e da grande participação dos imigrantes francófonos no comércio. O que leva a que haja uma grande tendência, actualmente, de as pessoas utilizarem e aprenderem mais o francês do que o português. Tendo já quem defenda que, presentemente, o francês já é a segunda língua mais falada na Guiné-Bissau, depois do crioulo.

## Ortografia
A Guiné-Bissau participou nos trabalhos de elaboração do Acordo Ortográfico de 1990 — com uma delegação constituída por João Wilson Barbosa e pelo poeta e jornalista Tony Tcheka e firmado por Alexandre Brito Ribeiro Furtado, secretário de estado da Cultura —, bem como nas reuniões da Comunidade dos Países de Língua Portuguesa (CPLP) onde os dois protocolos modificativos foram aprovados.
No dia 14 de novembro de 2009, o governo da Guiné-Bissau aprovou o novo acordo ortográfico da língua portuguesa numa sessão extraordinária do Conselho de Ministros, presidida pelo presidente do país, Malam Bacai Sanhá. O documento foi submetido ao parlamento para efeitos de ratificação. No dia 23 de novembro de 2009, os deputados da Assembleia Nacional Popular da Guiné-Bissau ratificaram o acordo ortográfico de língua portuguesa por unanimidade.
No entanto, desde maio de 2015, a aplicação do Acordo Ortográfico de 1990 na Guiné-Bissau ainda se encontrava numa fase embrionária, continuando a vigorar as normas de 1990 e do Acordo Ortográfico de 1945 simultaneamente.